# Itutinga
Itutinga är en kommun i Brasilien.   Den ligger i delstaten Minas Gerais, i den sydöstra delen av landet, 700 km sydost om huvudstaden Brasília. Antalet invånare är 3 913.
Omgivningarna runt Itutinga är huvudsakligen savann. Runt Itutinga är det glesbefolkat, med 10 invånare per kvadratkilometer.